# Við Djúpumýrar
Við Djúpumýrar is een voetbalstadion in Klaksvík, op de Faeröer. Het stadion wordt gebruikt voor voetbalwedstrijden, het is de thuisbasis van voetbalclub KÍ Klaksvík.
In 2011 kreeg het stadion een kunstgrasveld van FIFA 2 Star. Sinds 2021 heeft de UEFA toestemming gegeven om in het stadion Europese wedstrijden te spelen. Er werd namelijk een nieuwe tribune geopend aan de lange zijde en ook achter het doel kwam er een nieuwe zittribune.
Met de mogelijkheid voor Europees voetbal is Við Djúpumýrar het derde stadion op de Faeröer Eilanden dat geschikt is voor Europese wedstrijden. In de hoofdstad Tórshavn staat het nationale stadion Tórsvøllur dat wordt gebruikt voor interlands en in Toftir ligt het Svangaskarð.

## Europese wedstrijden
Er werd tot op heden één Europese wedstrijd gespeeld op Við Djúpumýrar.
| 1. | 15 juli 2021 | KÍ – FK RFS | 4–2 (n.v.) | UEFA Europa Conference League 2021/22 |